# (4) Веста
(4) Ве́ста (лат. Vesta) — первый по размерам и массе из астероидов в главном астероидном поясе. До того как Церера была признана карликовой планетой, по размеру Веста считалась третьим астероидом после неё и Паллады, а по массе была второй, уступая только Церере. Однако уточнённый размер Паллады (512 ± 6 км) оказался чуть меньше диаметра Весты (525,4 ± 0,2 км), и Веста стала первым по размерам астероидом главного пояса. Это также самый яркий астероид из всех и единственный, который можно наблюдать невооружённым глазом. Веста была открыта 29 марта 1807 года Генрихом Вильгельмом Ольберсом и по предложению Карла Гаусса получила имя древнеримской богини дома и домашнего очага Весты.

## Орбита
Орбита Весты лежит во внутренней части пояса астероидов, в пределах основной щели Кирквуда на 2,5 а.е. Орбита слабоэллиптичная с умеренным наклоном к плоскости эклиптики. Астероид обращается вокруг Солнца за 3,63 юлианского года.

## Физические характеристики
Размеры Весты составляют 578 × 560 × 458 км, и, если бы асимметрия формы была бы чуть меньше, то, согласно уточнённой классификации тел Солнечной системы, её следовало бы отнести к классу карликовых планет. С планетами Весту сближает и сложная геологическая история. Вскоре после формирования началась дифференциация её недр: образовались железо-никелевое ядро и каменная мантия. За счёт тепла, выделяемого при распаде радиоактивных изотопов, ядро и значительная часть мантии расплавились. На протяжении последующих эпох происходило постепенное остывание и кристаллизация пород мантии и коры, что в конечном итоге привело к чрезвычайному разнообразию минералов, составляющих Весту. Об этом мы можем судить по метеоритам и малым астероидам класса V, родоначальницей которых является Веста. Лишь немного превышая Палладу по объёму и по диаметру, Веста на 25 % превышает её по массе — 2,59076⋅1020 кг.
В 1990-х годах с помощью телескопа «Хаббл» удалось в общих чертах рассмотреть поверхность Весты и получить представление о её составе.
Самая заметная деталь поверхности Весты — огромный ударный кратер Реясильвия, расположенный вокруг южного полюса. По различным оценкам, кратер имеет диаметр от 475 до 500 километров. Является одним из самых глубоких кратеров в Солнечной системе, глубина воронки порядка 20—25 километров. В центральной части кратера (над точкой удара) возвышается центральная горка высотой около 22 км и диаметром 180 км, которая является второй по относительной высоте из известных вершин Солнечной системы. Размеры кратера сопоставимы с размерами астероида; остаётся загадкой, как Веста смогла пережить столь чудовищный катаклизм. Вероятно, что многочисленные астероиды класса V — это обломки, разлетевшиеся после этого столкновения. Спектрометрический анализ показывает, что кратер обнажил несколько слоёв коры Весты и частично — её мантию.
На Весте обнаружены и другие крупные кратеры размерами до 150 км и глубиной до 7 км. Поверхность Весты существенно неоднородна: восточное полушарие имеет более высокое альбедо, западное же полушарие более тёмное, встречаются участки с аномально низким альбедо. Считается, что более тёмные области соответствуют базальтовым равнинам, аналогам лунных «морей», а более светлые — сильно кратерированным возвышенностям.
Веста вращается вокруг оси за 5,342 часа. Наклон оси вращения — 29°.
Температура на поверхности Весты колеблется от −106 °C до −3 °C.

## Осколки
Считается, что некоторые объекты Солнечной системы образовались в результате столкновений с Вестой: к примеру, астероиды из семейства Весты, а также некоторые метеориты.

## История изучения
1981 год — в ESA представлен проект космической миссии к астероиду. Планировалось, что аппарат, названный AGORA (англ. Asteroidal Gravity Optical and Radar Analysis), будет запущен в 1990—1994 году и совершит два пролёта крупных астероидов, и Веста рассматривалась как главный кандидат. Однако ESA отклонило предложенную миссию.
27 сентября 2007 года был запущен космический зонд НАСА «Dawn» — первая космическая миссия к Весте. Планировалось, что зонд будет находиться на орбите астероида один год, с июля 2011 по июль 2012. Этот период совпадает с концом лета в южном полушарии Весты, поэтому кратер Реясильвия на южном полюсе будет освещён Солнцем. Так как сезон на Весте длится одиннадцать месяцев, то северное полушарие вместе с ожидаемыми компрессионными разломами напротив кратера окажутся в поле зрения камер зонда до того, как он покинет орбиту.
3 мая 2011 года космический зонд «Dawn» первый раз сфотографировал Весту (с расстояния 1,2 млн км). Когда он достиг Весты, стало возможным точно вычислить её массу по гравитационному взаимодействию. Это позволит уточнить оценки масс астероидов, на которые, в свою очередь, воздействует масса Весты.
1 июня 2011 года космическим аппаратом «Dawn» были получены первые снимки Весты, на которых видно вращение астероида.
16 июля 2011 года аппарат вышел на орбиту вокруг Весты.
5 сентября 2012 года аппарат, завершив сбор и передачу данных, покинул орбиту вокруг Весты и направился в сторону Цереры — самого большого тела в поясе астероидов. Это первый космический аппарат, который может выходить на орбиту более чем одного объекта (благодаря двигателю на ионной тяге). 
В 2025 году астрономы из Мичиганского университета и Лаборатории реактивного движения НАСА на основе анализа миссии Dawn выяснили, что Веста не имеет слоистую структуру, как предполагалось ранее, так как у неё отсутствует ядро. Учёные предлагают этому два объяснения: либо процесс разделения на слои астероида остановился на очень ранней стадии, либо Веста является частью более крупного небесного тела, который был разрушен при формировании Солнечной системы.

## Номенклатура
Первые названия деталей поверхности Весты рабочая группа по номенклатуре планетной системы Международного астрономического союза утвердила 30 сентября 2011 года. Поскольку малая планета названа в честь древнеримской богини Весты, большинство этих названий связаны с её культом. Кратеры обычно называют именами весталок и других известных женщин Древнего Рима. Самый крупный из них, 500-километровая Реясильвия, назван в честь Реи Сильвии. Есть и исключения: так, кратер Анжиолетта назван в честь итальянского планетолога Анжиолетты Корадини. Другим, кроме кратеров, деталям поверхности дают имена связанных с весталками географических объектов и праздников. По состоянию на 2024 год на Весте названо 106 объектов.

## Наблюдения с Земли
Веста — самый яркий астероид и единственный из них, который в ясную ночь виден невооружённым глазом с Земли. Это следствие яркости его поверхности, крупного размера (576 км), и того, что он может приближаться к Земле на расстояние всего 177 млн км.
На снимке Весты, полученном специализированной камерой ZIMPOL/CHEOPS спектрополяриметра высокого контраста SPHERE Очень большого телескопа Европейской южной обсерватории, видно гигантскую ударную впадину на южном полюсе астероида и высокую гору в нижней правой части кадра — центральный пик кратера Реясильвия высотой около 22 км.

## Фотогалерея
- Веста, снятая аппаратом «Dawn» 1 июля 2011 года с расстояния 100 000 км
- Снимок аппарата «Dawn» 9 июля 2011 года с расстояния 41 000 км
- Снимок аппарата «Dawn» 17 июля 2011 года с расстояния 15 000 км
- Снимок аппарата «Dawn» 18 июля 2011 года с расстояния 10 500 км
- Снимок аппарата «Dawn» 23 июля 2011 года с расстояния 5200 км. В левой части хорошо заметен тройной кратер-«снеговик»[25]
- Снимок аппарата «Dawn» 24 июля 2011 года с расстояния 5200 км
- Снимок аппарата «Dawn» 31 июля 2011 года с расстояния 3700 км
- Полный оборот Весты, съёмка «Dawn» 1 августа 2011 года
- Составное изображение в оттенках серого
- Кратерированная местность с холмами и хребтами 6 августа 2011 года
- Усеянная кратерами местность возле терминатора 6 августа 2011 года
- Кратеры Весты в разной степени разрушения 6 августа 2011
- Затененный холмом центральный холм на южном полюсе Весты 2 февраля 2015 года
- «Лицо» на северном полушарии Весты